# 二座席レーシングカー

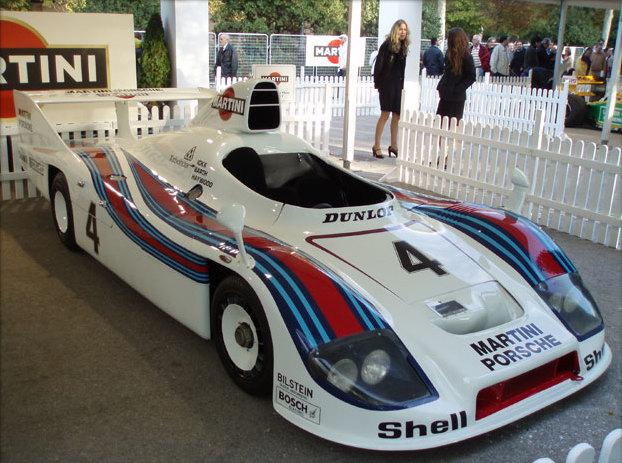
1977年 ポルシェ・936

二座席レーシングカー (にざせきレーシングカー、フランス語 voiture de course bi-places, 英語 two-seater racing car) は、1966年から1981年まで国際自動車連盟が規定していた競技に用いる自動車の一類型である。個別レースシリーズでは「スポーツカー」と呼称されることもある。
スポーツカーと同様に並列に2座席を配し、全てのホイールはボディのフェンダー部に覆われているが、公道運用の前提条件は名目すらない完全な競走車である。
カナディアンアメリカン・チャレンジカップや、日本ではそれに加え富士グランチャンピオンシリーズの車両として知られている。

## 概要

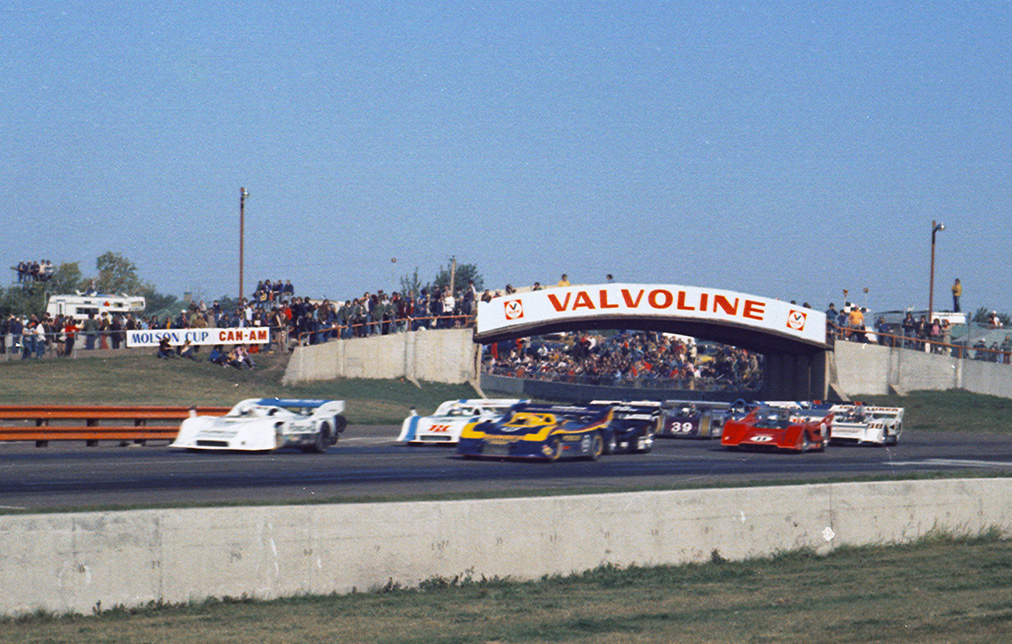
1973年カンナム第6戦モルソンカップ

1966年、国際自動車連盟 (Fédération Internationale de l'Automobile, 以下、FIA) の国際スポーツ法典が改編されるのに伴い、アメリカ・スポーツカークラブ (Sports Car Club of America, 以下、SCCA) がサーキットロードレース専用スポーツカーとして独自に規定している改造部門を、付則J項のC部門 (レーシングカー) にグループ7として加え、スポーツカーとは決別し新定義された。
SCCAが主催する合衆国ロードレース選手権 (United States Road Racing Championship) の最上位クラスであった改造部門は、1965年以前の国際スポーツ法典付則C項のスポーツカー規定を基に、最低重量、最低地上高、燃料タンク最大容積の各規定、ラゲッジ空間確保、エンジン覆い (ボンネットまたはフード) とスペアホイール装備義務、これらを全て撤廃しており、さらにロードスターの場合はウィンドシールドの最少寸度も規定していなかった。このうち最低地上高に制限がないことは、FIAのスポーツカーとは異なりフォーミュラ・レーシングカーと同じく路面整備されたサーキットロードしか運用前提がない純競走車を意味していた。国際規定化するにあたり夜間灯火の装備も昼間レースでは自由化された。
助手席を有しており、車体を真上から眺めるとホイールが完全にボディに隠れるなどスポーツカーと共通する要素は保存されている。天蓋の有無に規定はないが、1975年以前にクーペが製造された例はない。ドライバーズレース専用機材と位置づけられているが、技術規定は緩く、多くのレースシリーズはエンジン排気量にも制限がないため、メイクス国際選手権のスポーツカーにエンジン排気量上限が課せられた1968年以降は、それまでのスポーツカー開発の資源を振り向ける形で欧米と日本の自動車製造者が直接関与する事例が多くなった。
SCCAがカナダ自動車スポーツクラブ (Canadian Automobile Sport Clubs, CASC) と共同で1966年から開始したカナディアンアメリカン・チャレンジカップ (Canadian-American Challenge Cup, Can-Am, 以下、カンナム) では、1974年まで参加対象の最上位クラスであった。また日本でも1968年と1969年の日本グランプリ、および1971年から開始された富士グランチャンピオンシリーズでは1978年まで (1972年からエンジン排気量2リットル以下に制限) カンナムと同じく最上位クラスであった。
1976年には前年までB部門であった実験的競技車とそれに属するスポーツカー (グループ5) が廃止され、替わって公認生産車 (A部門) に新設された特殊プロダクションカーがグループ5になったため、部門とグループが繰り下がりB部門グループ6となる。これに伴いスポーツカーレースの参加対象とするためエンジン排気量に応じた最低重量と燃料タンク最大容積の規定が導入された。これにより1976年と1977年の世界スポーツカー選手権、1978年から1980年までの世界耐久ドライバーズチャレンジ、1981年の世界耐久選手権 (ドライバーズ) にそれぞれ対象となり、欧州自動車製造者の直接関与が強まった。また1981年は翌年の新規定発効を見越したクーペが多く登場した。
1982年に付則J項の改編により後継類型としてカテゴリーII (競技車) グループC (スポーツカー) が導入された。ただし、二座席レーシングカーはグループE (フォーミュラリブレレーシングカー群) へ「グループ6」の名称で編入され、1982年は改編に伴う移行期間として世界耐久選手権へ参加が認められた。また、グループCの技術規定は耐久ロードレースに特化しており、かつロードスターに利点がないため、国際ヒルクライムでは1989年にグループC3が導入されるまで継続運用された。

## 主な車両

### 1966年～1975年 (グループ7時代)
- ローラ・T70
- マクラーレン・M6
- マクラーレン・M8
- ポルシェ・917 (スポーツカーからのシャシ転用)
- シャドウ・DN4

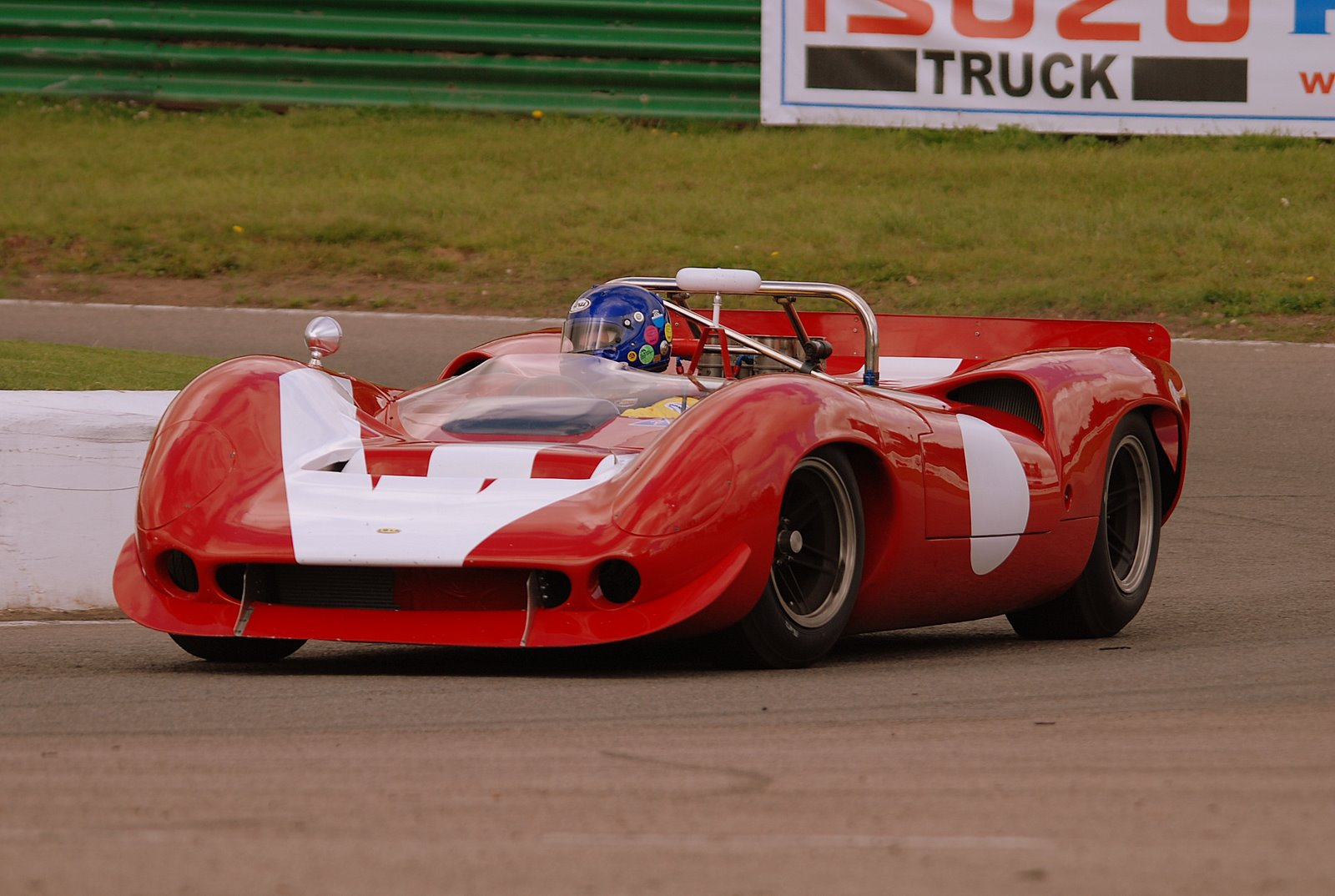
1966年型ローラ・T70
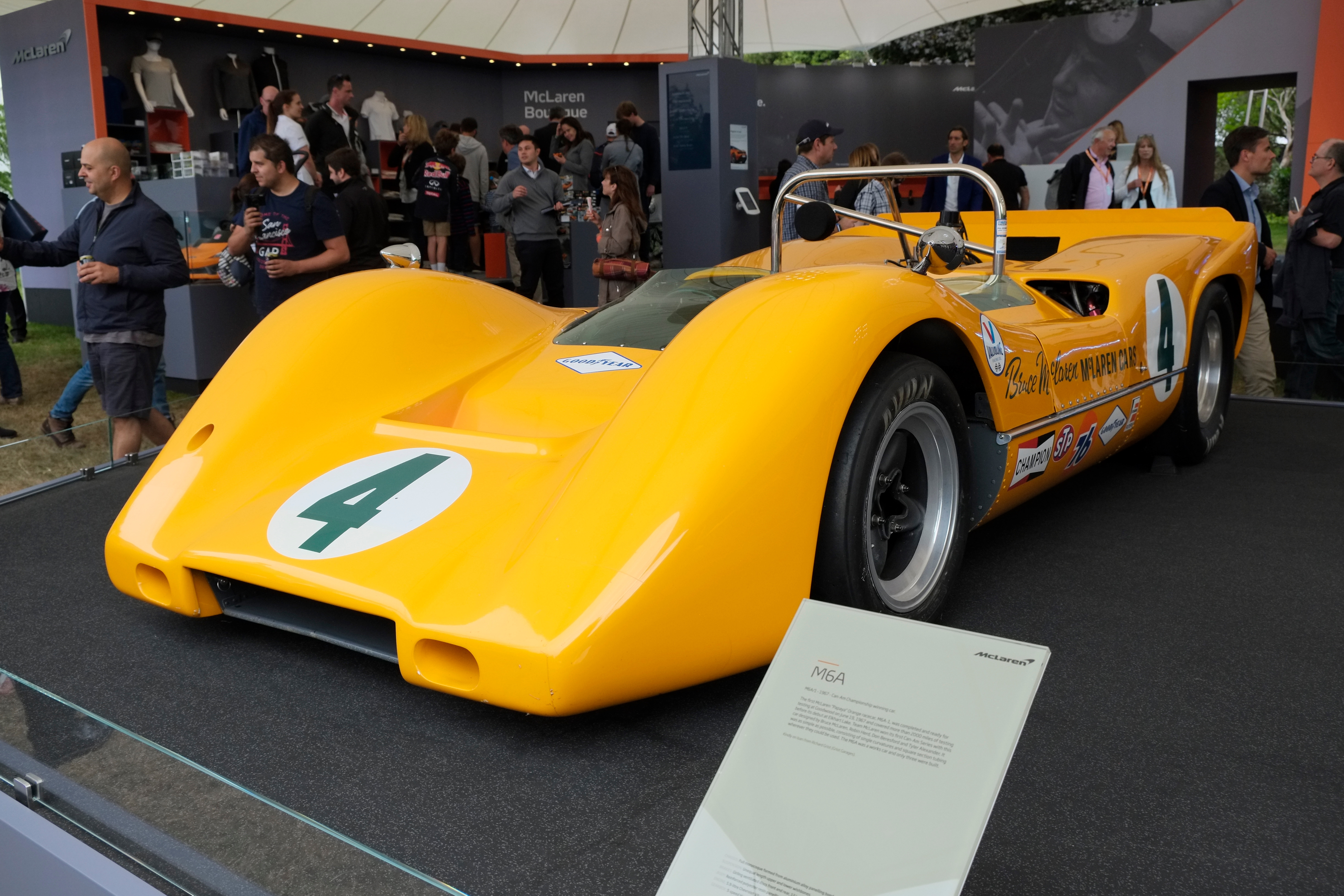
1967年型マクラーレン・M6
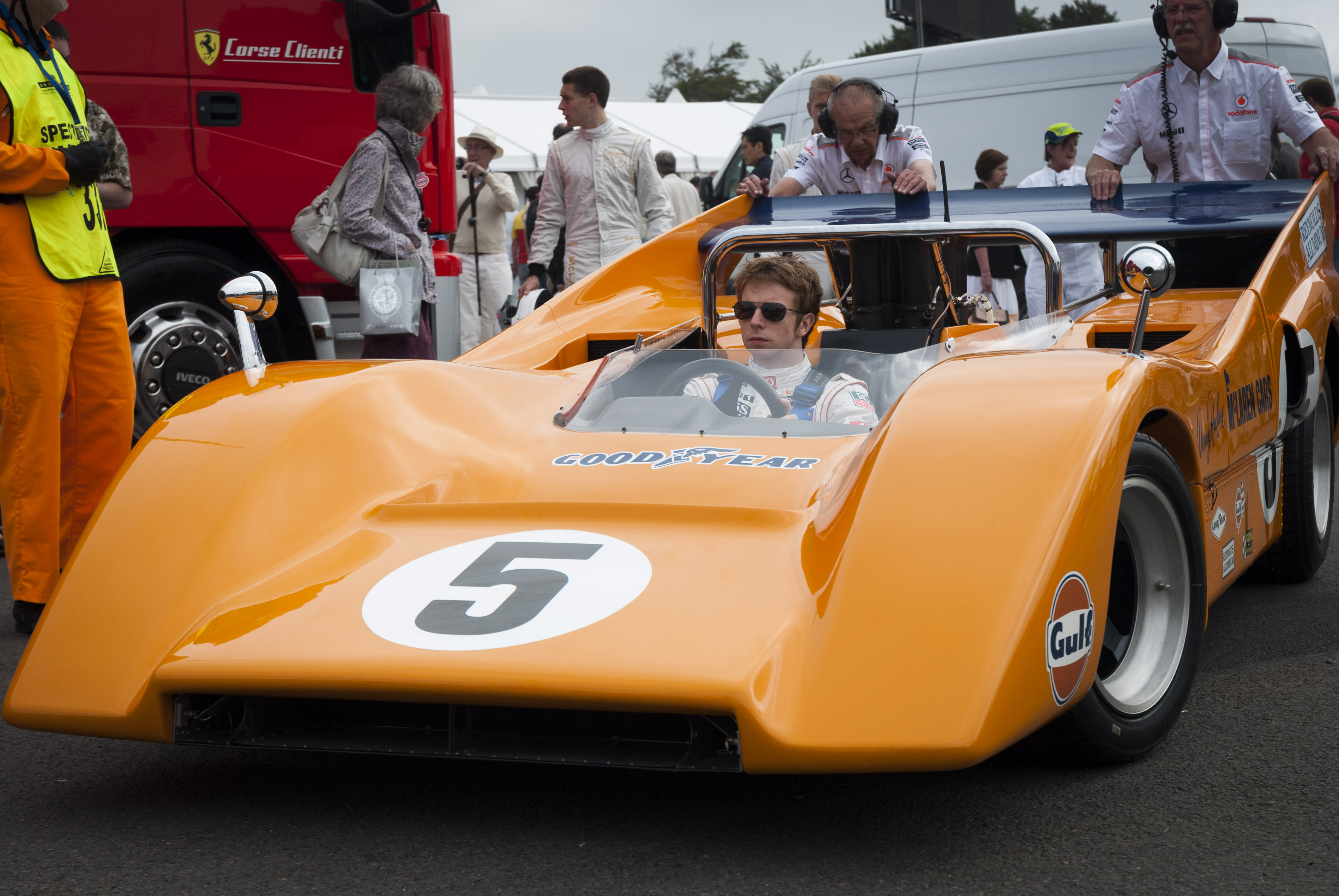
1970年型マクラーレン・M8
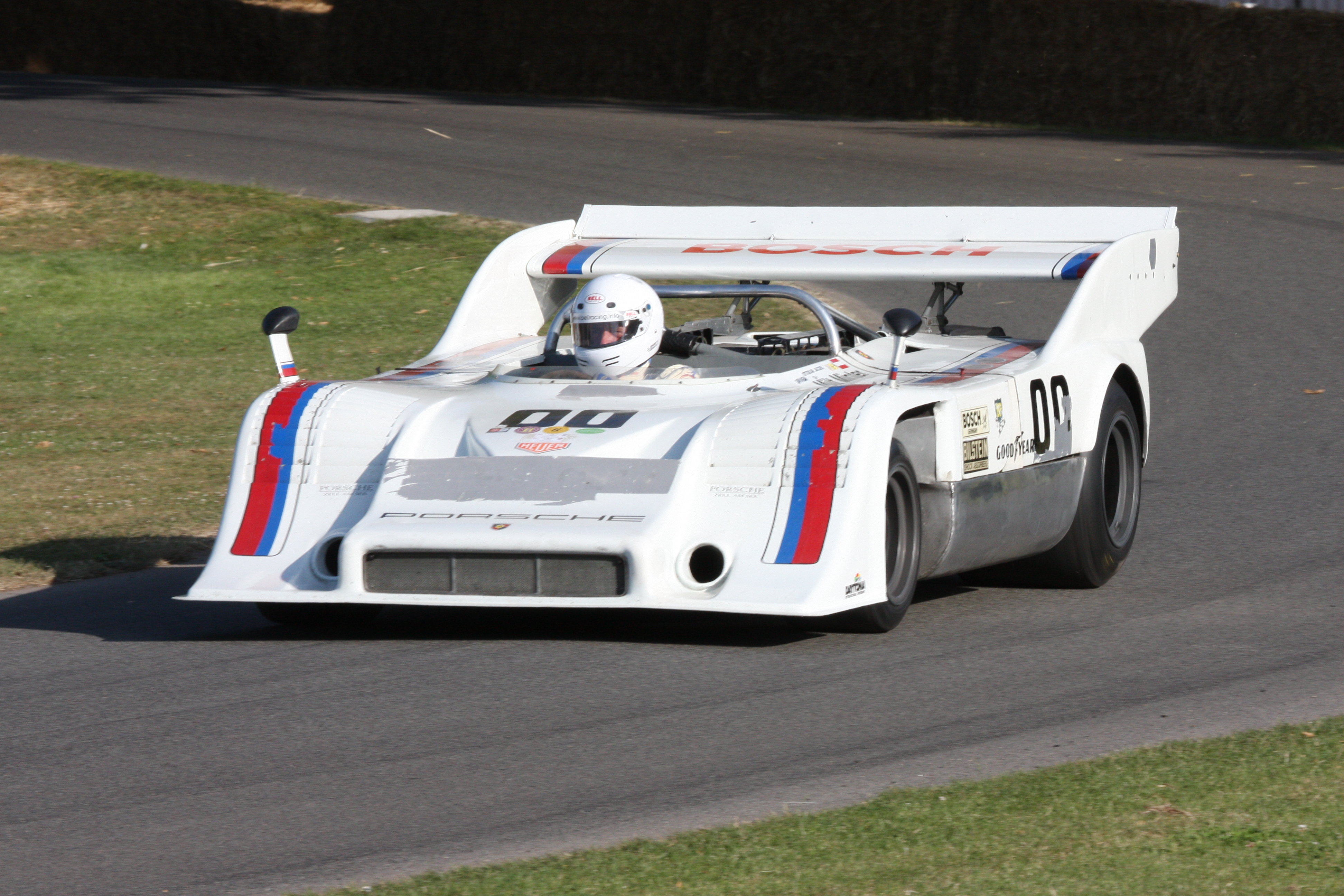
1972年型ポルシェ・917
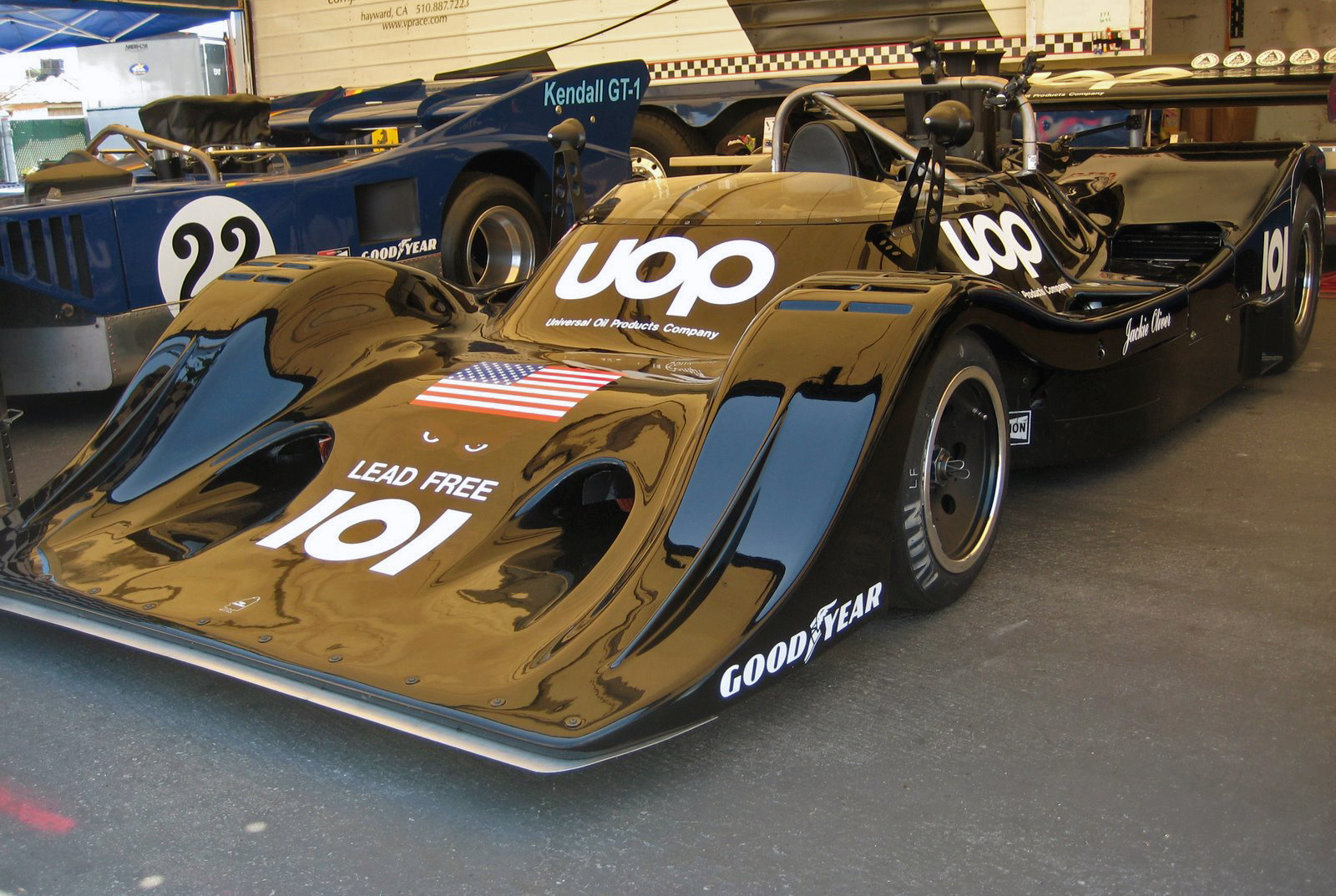
1974年型シャドウ・DN4

### 1976年～1981年 (グループ6時代)
- ポルシェ・936
- アルファロメオ・33SC12
- アルピーヌルノー・A442
- ロンドー・フォード・M379

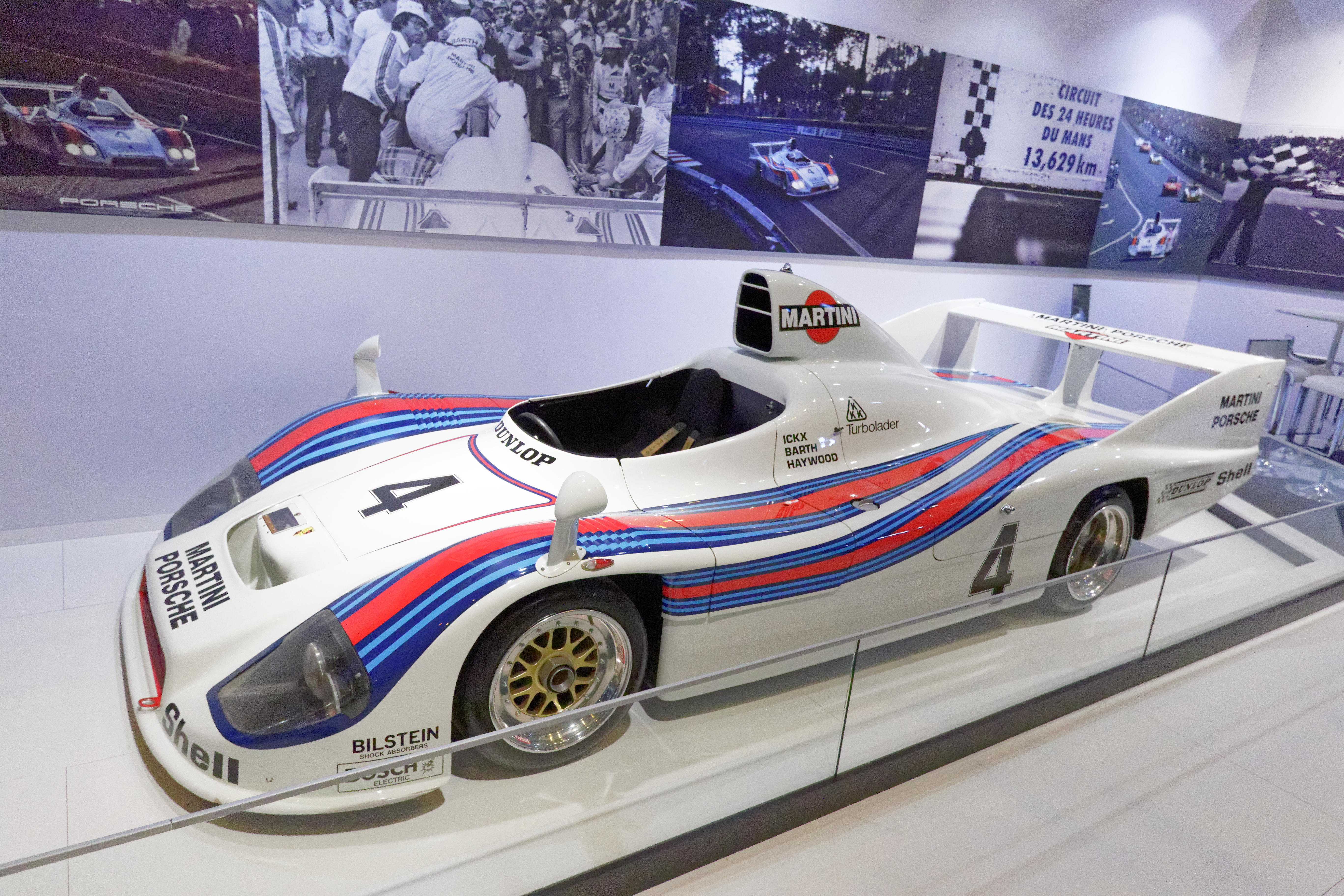
1977年型ポルシェ・936
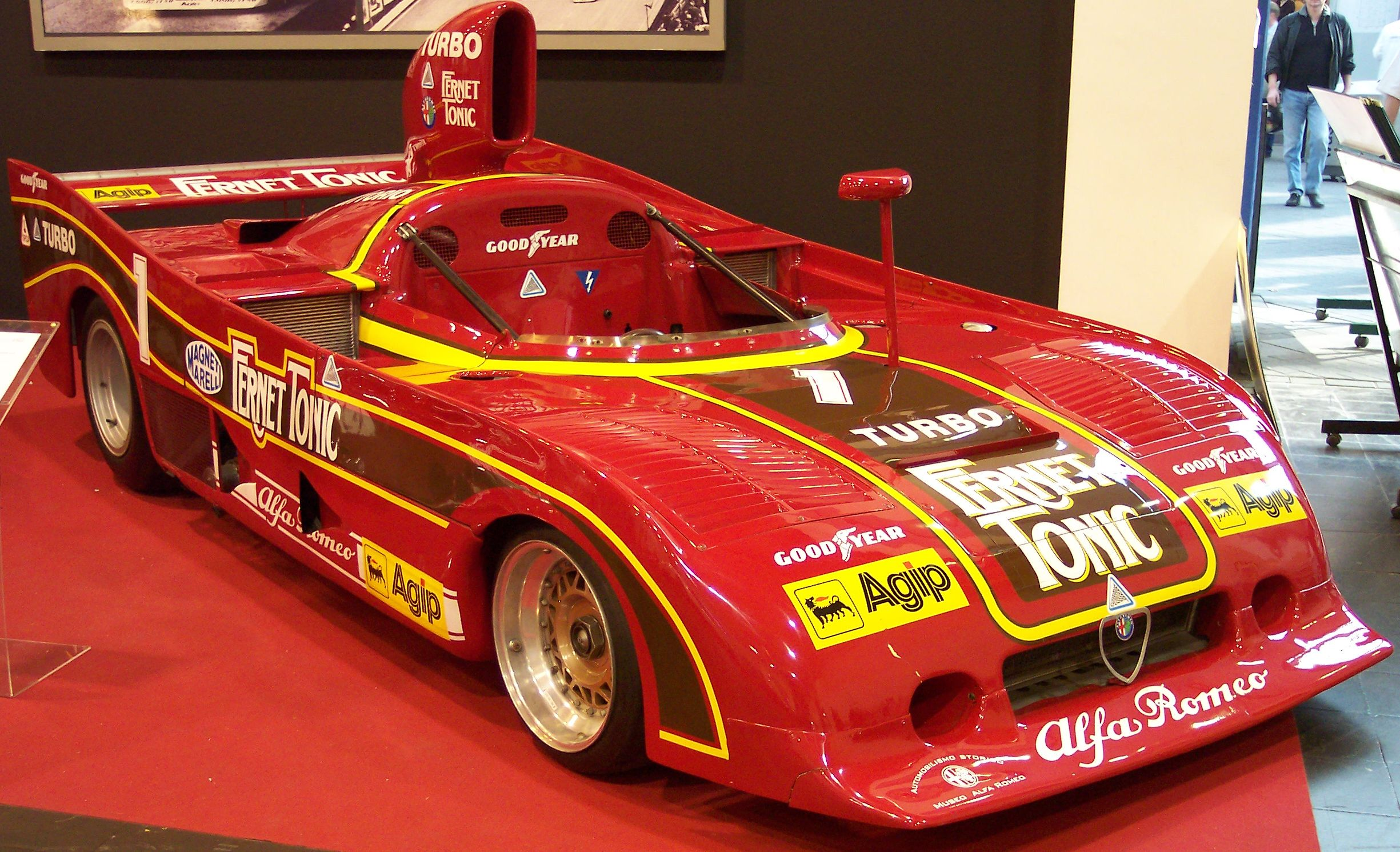
1977年型アルファロメオ・33SC12
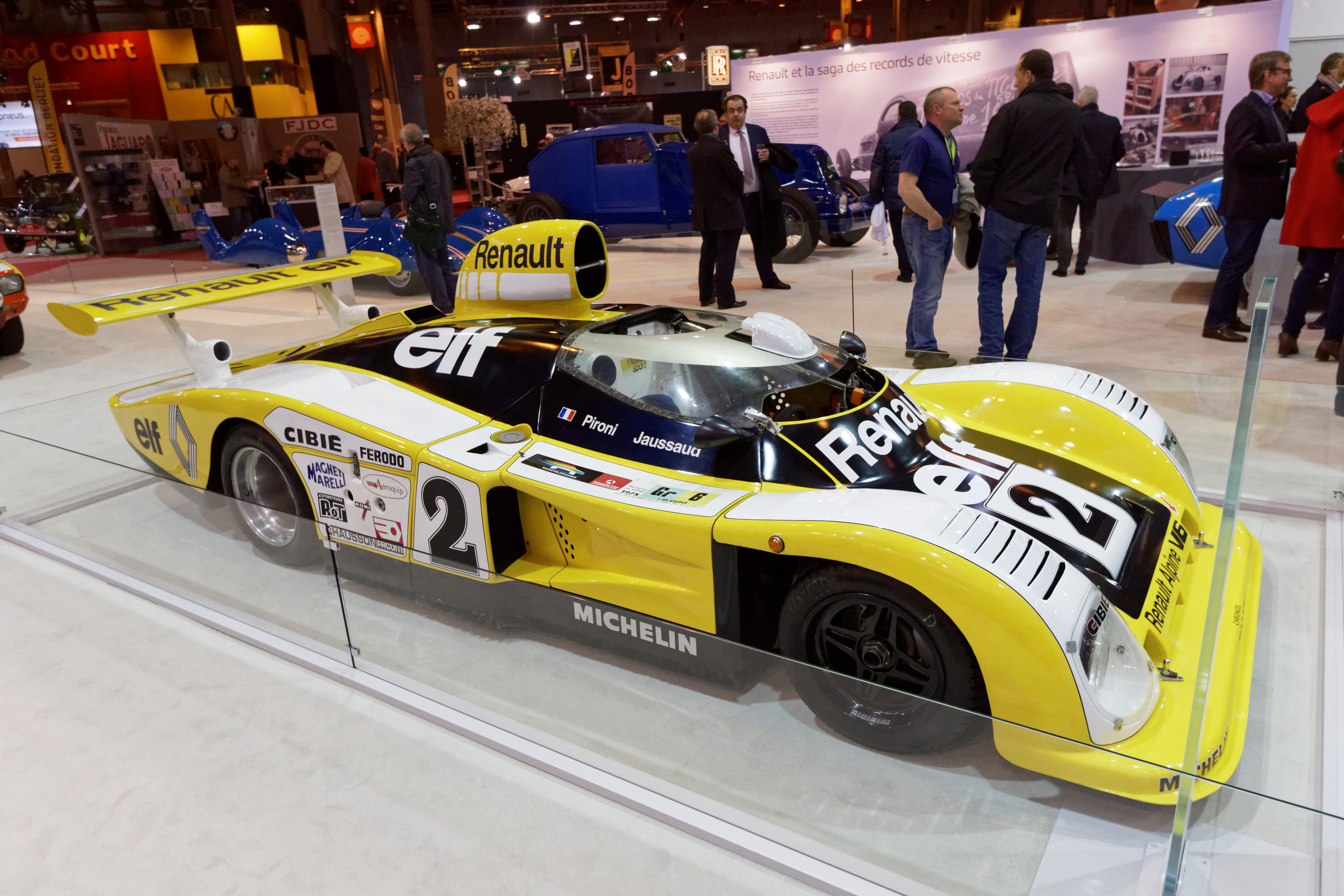
1978年型アルピーヌルノー・A442
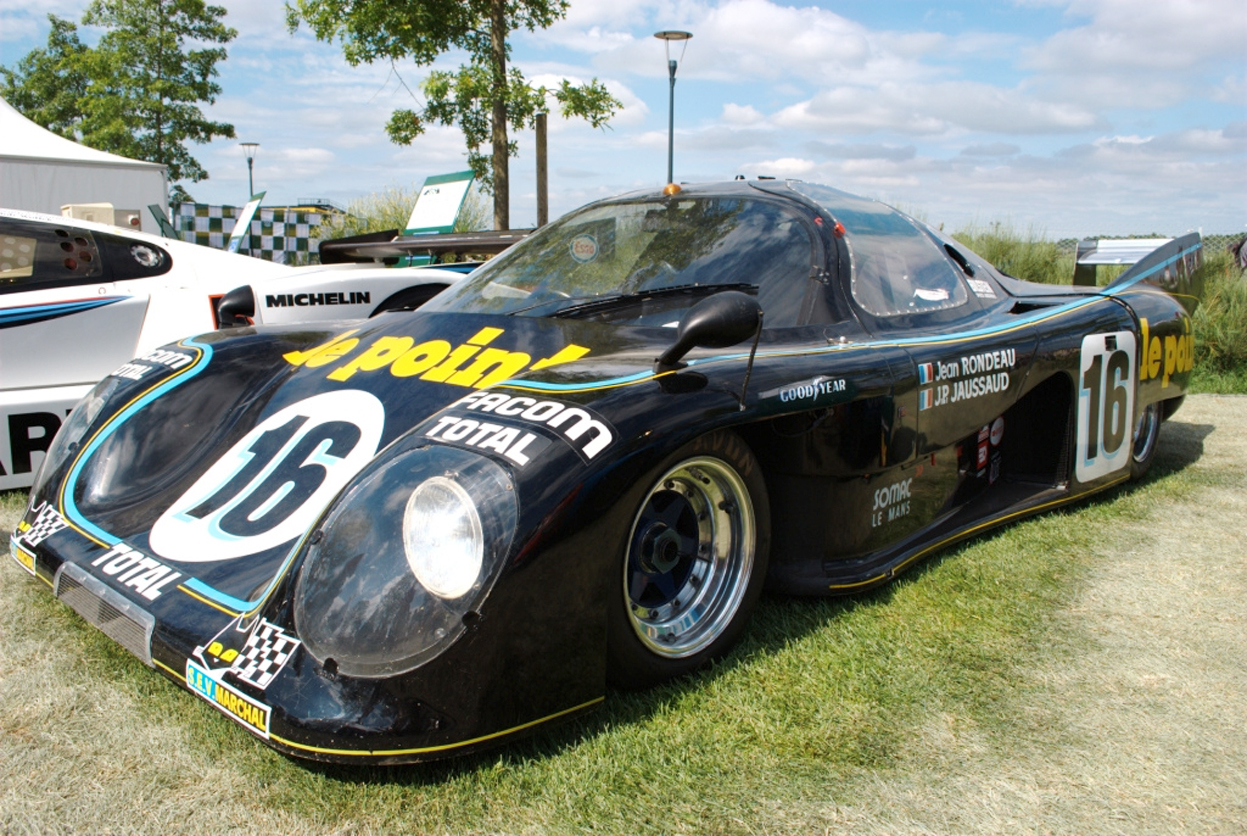
1980年型ロンドー・フォード・M379

### 1982年～1988年 (グループE時代)
- オゼッラ・PA9

### 日本 (1968年～1969年)
- トヨタ・415S
- ニッサン・R381
- トヨタ・474S
- ニッサン・R382

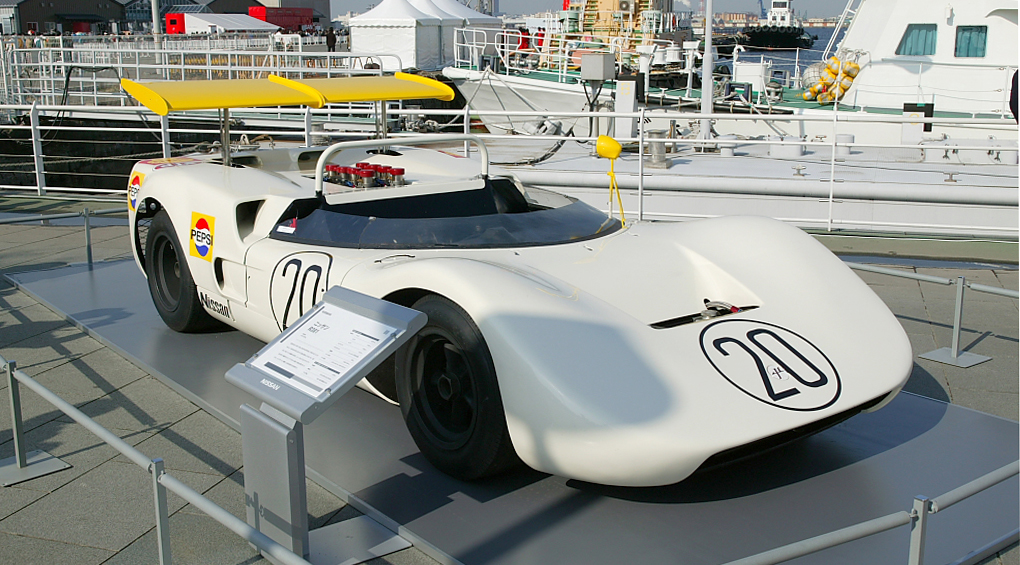
1968年型ニッサン・R381
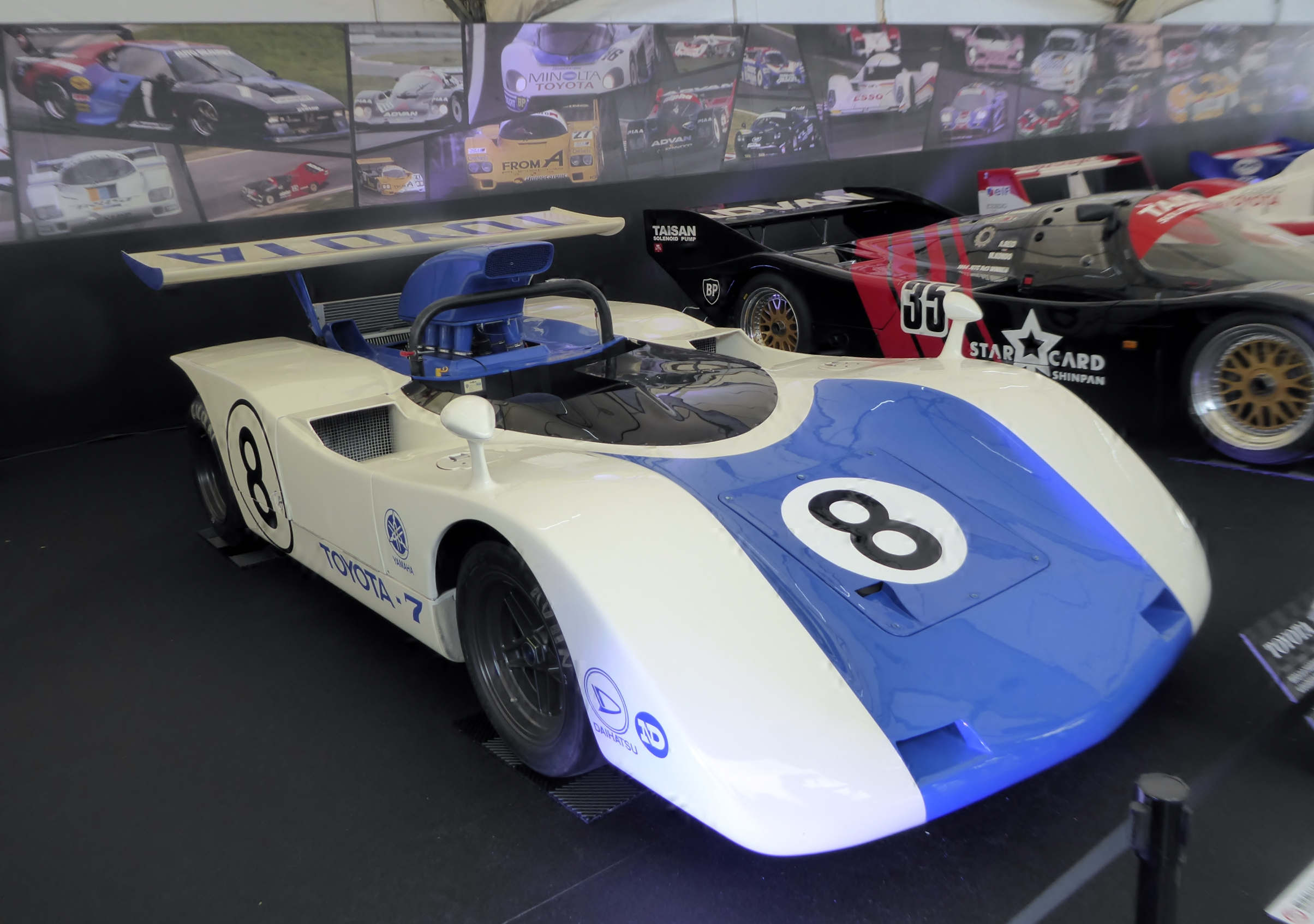
1969年型トヨタ・474S
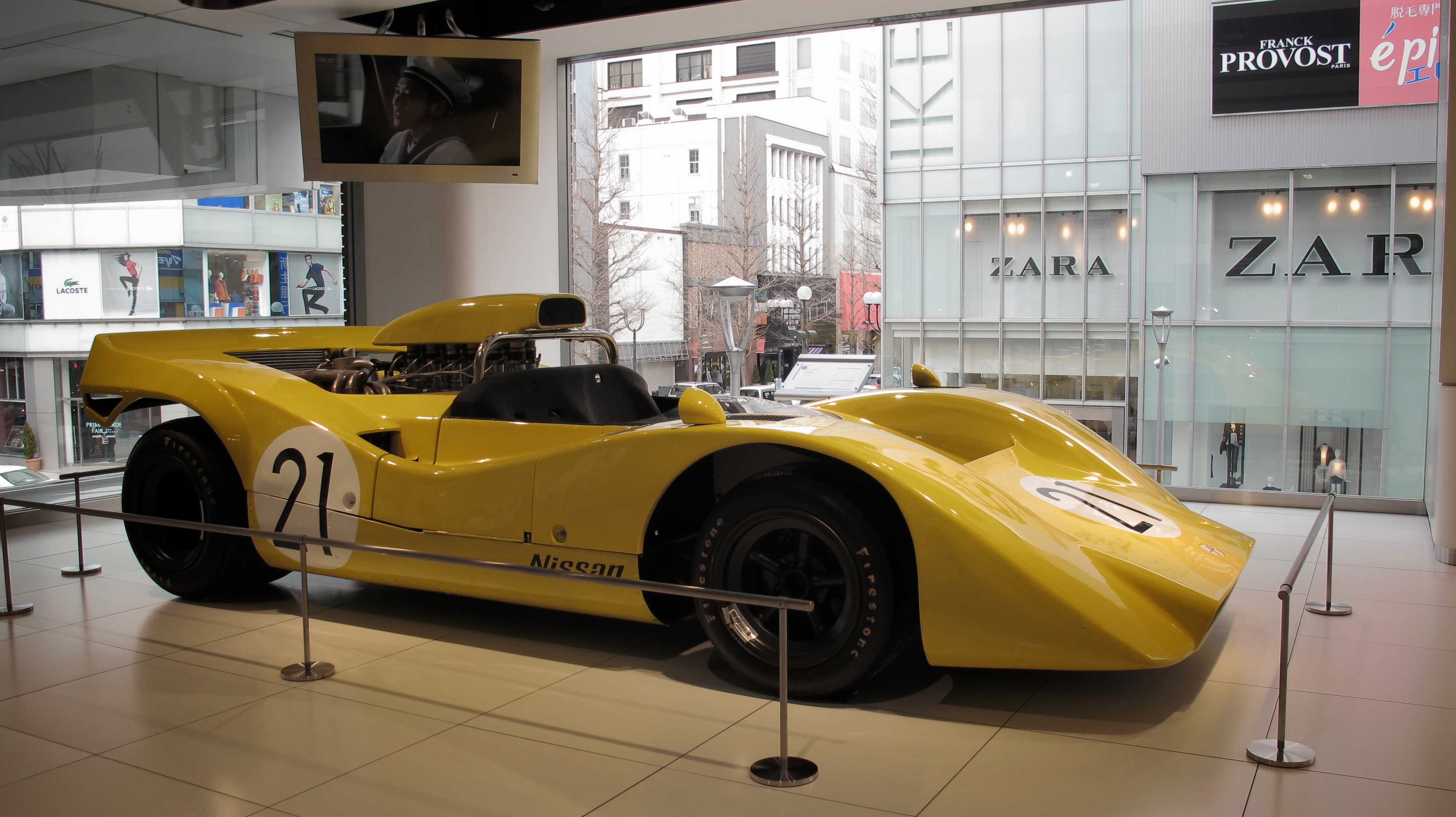
1969年型ニッサン・R382

## 主なレースシリーズ
- カナディアンアメリカン・チャレンジカップ (Canadian-American Challenge Cup)
- インターセリエ (Interserie)
- 富士グランチャンピオンシリーズ
- 世界スポーツカー選手権 (Championnat du Monde des Voitures de Sport)
- ヨーロッパスポーツカー選手権 (Championnat d'Europe des Voitures de Sport)
- 世界耐久ドライバーズチャレンジ (Challenge Mondial des Pilotes d'Endurance)
- 世界耐久選手権 (Championnat du Monde d'Endurance)
- ヨーロッパヒルクライム選手権 (Championnat d'Europe de la Montagne)